# Fgura
Fgura, officiellt Il-Fgura, är en ort och kommun i Malta. Den ligger på ön Malta i den sydöstra delen av landet, 3 km söder om huvudstaden Valletta. 